# アントン・ギンスブルク
アントン・ギリアロヴィチ・ギンスブルク（ロシア語: Антон Гилиарович Гинзбург；ラテン文字転写:Anton Giliarovich Ginzburg, 1930年1月14日 - 2002年7月19日）は、ソビエト連邦のピアノ奏者。

## 経歴
1930年、モスクワで生まれた。中央音楽学校を経て、モスクワ音楽院でゲンリフ・ネイガウスに師事した。1957年のプラハの春国際音楽コンクールで第1位を獲得。
以後、イーゴリ・オイストラフやヤン・ホミツェル、ダニール・シャフランらと共演した。特にシャフランとは頻繁に録音を行った。2002年、モスクワで死去。